# خالد العنقري (لاعب)
خالد العنقري هوَ لاعب كرة قدم سعودي ولد في 27 مايو 1979. لعبَ كمدافع وظهير أيمن في نادي الهلال والرياض، واعتزل اللعب عام 2010 مع نادي الرياض. تزوج اللاعب خالد العنقري في 14 ديسمبر 2006 في مدينة الرياض.

## انتقالاته
لَعب في بدايته مع نادي الرياض، ثم في 27 سبتمبر 2006 وقع كشوفات نادي الهلال السعودي رسمياً للانتقال إليه، وكان ذلك بمبلغ قارب المليون ونصف ريال سعودي،  وفي 13 مارس 2009 انتهى عقده مع نادي الهلال.